# Monolepta miyamotoi
Monolepta miyamotoi is een keversoort uit de familie bladkevers (Chrysomelidae). De wetenschappelijke naam van de soort werd in 1965 gepubliceerd door Kimoto.